# 極楽とんぼの吠え魂
金曜JUNK 極楽とんぼの吠え魂（ごくらくとんぼのほえだま）は、お笑いコンビ極楽とんぼ（加藤浩次・山本圭壱）がパーソナリティを務める深夜ラジオ番組。TBSラジオほかで2000年10月6日-2006年7月21日の間に、金曜深夜25:00-27:00に生放送されていた。

## 概要
2000年10月6日放送開始。最初の1年6か月間は共通の枠タイトルが無かった期間だったが、2002年4月から平日のこの時間にJUNK（ジャンク）という共通タイトルが付き、「金曜JUNK・極楽とんぼの〜」とも呼ばれる。昔ながらの深夜放送らしく「武闘派リスナー」などとともに時には過激に番組は展開する。
ゲストもアイドルからコアな人まで多彩な人選で、時には乱入ゲストも。ジングル以外の音楽は一切かけないことを徹底していて、その代わり、ゲストはマイ・フェイバリット・ソングをアカペラで歌うことが慣例になっていた。またエンディングテーマには、横浜市某病院長の冨名腰文人がフェイバリット・ソングとして歌ったスティービー・ワンダーの「I Just Call To Say I Love You」が使用されていた（2005年の年間ベストソングに選ばれたため）。
この番組では、山本が下半身露出事件を起こした際に加藤と生放送中に大ゲンカし、また山本が写真週刊誌にスクープされた時には、番組内で謝罪をした事もある。
そして本番組は、山本圭一の不祥事（→ウィキニュース）によって急遽打ち切りが決定した。
山本の不祥事発覚翌日の2006年7月19日に突如番組ホームページが削除されるなどし、同7月21日深夜の放送にて、この回（第302回）をもって番組が終了することを発表した。
最終回は加藤のみ出演。山本は出ていないとはいえ、この放送が「極楽とんぼの〜」というようなタイトルの冠番組では、テレビ・ラジオ含めて最後の放送となった。最終回では、冒頭において加藤が山本の不祥事に触れて謝罪した。その後は「最終回くらい明るく終わろう」ということから、「夏休みの思い出」をテーマにリスナーからメールを募った（丁度、学生は夏休みに突入した時期だった）。後半は「吠え魂クイズ」と題して、スタッフやリスナーが出題して加藤が回答するという番組にまつわるクイズを行った。エンディングでは再び加藤が謝罪した後、リスナーに感謝の弁を述べて番組は終了した。
なお、この番組ではポッドキャスティングのコンテンツも配信していたが、今回の不祥事によりそれも中止された。
番組終了翌週から同年9月末までは、JUNK及びJUNK2のパーソナリティらが持ち回りで担当する「JUNK 交流戦スペシャル」が放送されたのち、同年10月6日からは、極楽とも親交のあるおぎやはぎが務める「おぎやはぎのメガネびいき」がスタートした。
終了から9ヶ月後の2007年4月6日には加藤1人がパーソナリティを務める「加藤浩次の吠え魂」が金曜JUNK2枠で開始。2008年10月にはもとの金曜JUNKに復帰、2010年4月まで3年間続いた。
番組名の「吠え魂」は番組初代ディレクターの今村芳文によるもの。その後今村は山本がリスナーの家を訪れるという企画で、訪れる家を間違いトラブルとなったため降板することとなった。
2017年2月19日 25:00 - 27:00（20日1:00 - 3:00）に、加藤と山本で一夜限りの復活特番が放送された。放送内で「今回の放送は『極楽とんぼの吠え魂』として正式な最終回」と銘打ち、不祥事で打ち切りとなった「極楽〜」にケリをつけるための特番であり、これをもって「吠え魂」シリーズは16年5ヶ月の歴史に幕を閉じた。

## 番組末期のコーナー
武闘派は生きている
ネタコーナー。なんでもあり。
ニヤニヤ二郎さん
山本がリスナーの考えたエロダジャレを言う。本人も認めるくだらないコーナー。山本の「イヒヒヒヒ」という笑い声は、もはや彼のトレードマークになりつつある。ゲストとしてイジリー岡田もイジロー兄さんとして出演したこともある。
博士が本当に愛した数式
小説「博士の愛した数式」の映画化にちなんで作られたコーナー。数学（数式）っぽければ何でもOK。
例：猫ひろし-猫+ワニ＝舘ひろし 根本はるみ×アマガエル＝サンダーバード2号
クソ太郎のおちょこランキング
クソ太郎こと濱口優が最近気に入っている女性有名人のベスト3を発表する。年末には、年間おちょこランキングが発表される。開始当初は月一だったが末期は不定期だった。
ンチャチャのコーナー（仮称） → マラカス浩次リサイタル(最終回直前の第300回のみ)
加藤のマラカスの口真似をコーナー化したもの。加藤本人はこのコーナーが出来るのを心待ちにしていた。

## キャラクター
DJヤマト
加藤が仕事などで海外に行っていたりしていて、山本が一人でラジオをやらなければならないときに登場する。最初はハイテンションで好き放題やっているが、時間が経つにつれて疲れてきてグダグダになってしまう。リスナーから「かっこいい」や「好きです」などメールなどでおだてあげられると気分を良くし、ノベルティをプレゼントしまくる傾向がある。特技はスクラッチだが、他人の曲に下品な効果音を付け加えるなど失礼極まりない行為に対して苦情が寄せられることがある。加藤のことを「ゴリゴン浩次」、ロンブーの淳のことを「DJ出っ歯」と呼んでいる。
たまらん兄さん
山本が、相方加藤やリスナーから口車に乗せられたときや、山本が事件などを起こしたときなどに登場する。何かしらの理由をつけられて映画のパンフレットを山本本人が自腹で直接購入しに行き、リスナーにプレゼントする。加藤曰く、奥歯に「たまらんゲージのメーター」があるらしく、そのたまらんゲージが溜まると映画のパンフレットをリスナーに放出する仕組みになっているらしい。
姉さん
リスナーと加藤が使う大原かおり（元祖巨乳アイドル）の愛称。姉さんと呼ばれている理由は「たまらん兄さん」こと山本の昔の恋人とされていたから。（山本本人は頑なに否定）また昔は毎年年末の時期が近づくと山本は大原かおりに「正直、おまえでいいかもしれない」と告白していたことが発覚。
丸男（丸夫）
加藤が勝手に名前を付けた、将来の山本の子供という設定の架空の人物。加藤から「お前、もし男の子が生まれたらホントに"まるお"って名前にしろよ」と強く圧されている。
マラカス
加藤が「ンチャッチャチャチャッチャッチャ」といった感じでマラカスの口真似をしながら何かしゃべるというキャラクター。きっかけはリスナーからの「何がしゃべりだしたら一番怖いか？」という質問で加藤がマラカスと答えたことから。ゲストで米良美一が登場したときに、加藤と米良のマラカスの口真似をコラボレーションさせた。また、6月10日放送時に、加藤が他の仕事でドイツに行っていたときに加藤に内緒でこっそりと山本がマラカスの口真似をして楽しんでいた。

## 終了したコーナー
- ズリ魂
- ラテ魂
- エロス島
- 加藤の定説
- タクシー運転手 私の証言
- この女、殴って良し
- 実録すげぇじじぃ
- ネーム道団体戦
- 技の嵐
- 頼っていいのよ
- Mっ子倶楽部
- ポピョンのコーナー
- 加藤のエサ
- ズルコビッチの独り言
- あの動物が鳴いている
- クイズあの時彼女はこう言った
- 帯
- 私はこうして弟子になりました
- 実写版水沼スヌーピーのコーナー
- 有名人の絵本（芸能人の絵本）
- 辞表
- 現代版五倫の書
- DJヤマトの954（ナイファイフォー） - 山本が勝手に替え歌にして歌う
- DJヤマトのトリビュート954（ナイファイフォー）
- 俺ら武闘派 今日も吠えちまった - 武闘派は生きているの前身
- 実際問題 - 「実際問題」の後に続く言葉を紹介。元は加藤の口癖である。
- ご当地名産紹介します - ご当地の名産をおもしろおかしく紹介するコーナー。
- キスミー山本のラブラブ・ラブラブ・ラブソング - 山本が作詞作曲をして、リスナーにラブソングをプレゼントするコーナー。歌詞に「雨」を多用するため、加藤が禁止したが、山本は一切無視していた。
- 圭ちゃんからのラブレター〜この想いあのコに届け〜 - 山本がお気に入りの女性タレントにラブレターを送る。
- 今夜はエッチな夜だから〜リスナーから寄せられたHなエピソードをもとに、声優（山本圭一郎、高橋裕子）がストーリー仕立てに再現するというもの（時に過激な声も出るなど復活を望むリスナーは多い）

## 吠え魂歌謡大賞

### 2005年度

#### 大賞
- 冨名腰文人「I Just Call To Say I Love You 〜ハミングバージョン」2992票

#### トップ5
- 遠藤章造 「I Love You 〜ひげバージョン」2921票
- 千石正一 「ピース」2547票
- 山本圭壱 「GOMENASAI」1878票
- 後藤真希「ラムのラブソング」

#### ノミネート曲
- 城島茂 「100% SO…かもね 〜バラードバージョン」
- ペナルティ・ヒデ 「あずさ2号」
- 豊田綾乃 「ダンシング・クイーン」
- 永井智哉 「生きている」
- 山本圭壱 作詞・げんちゃん 「いつまでも鼻ク○ニ どこまでも鼻ク○ニ」
- 山本圭壱&庄司智春 「祭り 〜パピプペポミックス」
- 長澤奈央 「Yeah！めっちゃホリデー」
- ピエール瀧 「さむらい」
- 山本圭壱の父 マサヨシ、マラカス演奏・母 明美 「霧子のタンゴ」

### 2004年度

#### 大賞
- 遠藤章造 「I Love You」(尾崎豊) 2711票

### 2003年度

#### 大賞
- 田中裕二 「おやすみスヌーピー」(田中本人が子供の頃に作った曲)

## 勉強シリーズ
様々な分野の専門家をゲストに招いてリスナーや極楽とんぼの二人の素朴な疑問質問に答えて頂こうという企画。
- 第一弾 講師：自然環境研究センター 研究主幹 千石正一
  - 「実際問題」内で登場した動物ネタを中心にざっくばらんに質問。千石先生は快く質問に答えてくれた。
  - フェイバリットソングは「ピース」
- 第二弾 講師：科学技術振興機構 研究開発戦略センター 永井智哉
  - 勉強シリーズ第一弾が好評だったため、第二弾では「宇宙」というテーマで行った。
  - フェイバリットソングは「手のひらを太陽に」
- 第三弾 講師：脳科学者 茂木健一郎
  - 脳についての質問
  - フェイバリットソングは尾崎豊
- 第四弾 講師：横浜市某病院院長 冨名腰文人
  - 性についての質問
  - フェイバリットソングはスティーヴィー・ワンダーの「I Just Call To Say I Love You」。2005年吠え魂歌謡大賞に選ばれ、2006年のエンディングテーマになっている。

## テーマ曲
- オープニングテーマ：SUGIURUMN「RALLY OF HELL」[3]
『加藤浩次の吠え魂』のテーマ曲にも使われている。

## スタッフ
- ディレクター：宮嵜守史（若旦那） - 『雨上がり決死隊べしゃりブリンッ!』『生島ヒロシのおはよう定食』『生島ヒロシのおはよう一直線』も兼務。曲（リズム）が嫌いで番組で曲をかけない。雨上がりの方でも同じ。
- 構成：鈴木工務店、オークラ

## 補足
- 2001年8月31日の放送で、歌舞伎町ビル火災の一報が入り、加藤がニュースデスクに呼びかける形で放送を中断、一報が入った当初は情報が少なかったため短いスポットニュースで終わったが、次第にケガ人など被害の大きさが分かるにつれ、2時台はニュースデスクからの続報を優先する対応をとった。